# Van Halen III
Van Halen III — одинадцятий студійний альбом американської групи Van Halen, який був випущений 17 березня 1998 року.

## Композиції
1. Neworld - 1:45
2. Without You - 6:30
3. One I Want - 5:30
4. From Afar - 5:24
5. Dirty Water Dog - 5:27
6. Once - 7:42
7. Fire in the Hole - 5:31
8. Josephina - 5:42
9. Year to the Day - 8:34
10. Primary - 1:27
11. Ballot or the Bullet - 5:42
12. How Many Say I - 6:04